# Tyköholm
Teijonsaari är en ö i Finland.   Den ligger i kommunen Salo i landskapet Egentliga Finland, i den södra delen av landet, 110 km väster om huvudstaden Helsingfors.